# 哈山莫哈末阿里
哈山莫哈末阿里，马来西亚政治人物、雪兰莪州议会鹅唛斯蒂亚议员，為伊斯兰党籍 。2008年3月8日，哈山莫哈末阿里于马来西亚第12届全国大选中胜出，当选为议员。